# Karl Oskar Fjørtoft
Karl Oskar Fjørtoft, né le 26 juillet 1975 à Ålesund (Norvège), est un footballeur norvégien, qui évolue au poste de milieu de terrain au SK Herd et en équipe de Norvège.
Fjørtoft n'a marqué aucun but lors de son unique sélection avec l'équipe de Norvège en 2004.

## Carrière
- 1991-1995 : IL Hødd
- 1996-1997 : Rosenborg BK
- 1997-2002 : Molde FK
- 2003-2004 : Hammarby IF
- 2005-2008 : Aalesunds FK
- 2009- : SK Herd

## Palmarès

### En équipe nationale
- 1 sélection et 0 but avec l'équipe de Norvège en 2004.

### Avec Rosenborg BK
- Vainqueur du Championnat de Norvège de football en 1996 et 1997.

### Avec Molde FK
- Vice-Champion du Championnat de Norvège de football en 1998 et 1999 et 2002.